# Ceraclea uvalo
Ceraclea uvalo là một loài Trichoptera trong họ Leptoceridae. Chúng phân bố ở miền Tân bắc.